# Divisies van Bangladesh

Kaart met de divisies van Bangladesh

Bangladesh is bestuurlijk onderverdeeld in acht divisies (bibhag). 
1. Barisal
2. Chittagong
3. Dhaka
4. Khulna
5. Mymensingh
6. Rajshahi
7. Rangpur
8. Sylhet

Rangpur splitste zich op 25 januari 2010 af van het district Rajshahi en op 14 september 2015 splitste Mymensingh zich af van het district Dhaka. Zo groeide het aantal divisies van zes naar in totaal acht. 
De divisies zijn op hun beurt weer onderverdeeld in 64 districten.